# III. Gottfried leuveni gróf
III. Gottfried (1140 körül – 1190. augusztus 21.) középkori nemesúr, a németalföldi Leuveni Grófság uralkodója, brabanti tartományi gróf, antwerpeni őrgróf és Alsó-Lotaringia hercege 1142-től haláláig.

## Élete
Apja II. Gottfried leuveni gróf, anyja Luitgardis von Sulzbach. Apja 1139-ben örökölte a leuveni grófi, brabanti tartományi grófi és antwerpeni őrgrófi címeket, majd 1140-ben felesége révén III. Konrád kinevezte Alsó-Lotaringia hercegének (Luitgardis testvére, Gertrúd III. Konrád felesége volt). 1142-ben a csecsemő Gottfried örökölte apja címeit (dux in cunis), de kiskorúságát kihasználva a brabanti urak fellázadtak ellene (1142–1159). 1147-ben Aachenben részt vett III. Konrád kijelölt örökösének, Henrik Berengár koronázásán (aki 1150-ben, még apja előtt meghalt).
1158-ban feleségül vette Limburgi Margitot, II. Henrik limburgi herceg lányát és ezzel rokoni kapcsolatot épített ki a szomszédos Limburgi Hercegséggel, a leuveni grófok korábbi ellenségével.
1159-ben sikerült végre elfojtania a brabanti felkelést, amikor földig égette Berthout, Grimbergen urának kastélyát. 1171-ben háborúba keveredett az Hainaut-i grófsággal, de hamar vereséget szenvedett. 1179-ben legidősebb fiát, Henriket hozzáadta Matilda boulogne-i grófnőhöz, I. Fülöp flamand gróf unokahúgához. 1182 és 1184 között részt vett egy jeruzsálemi hadjáratban. Amíg a Szentföldön hadakozott, Barbarossa Frigyes császár a brabanti herceg címet adományozta fiának, Henriknek. 1190. augusztus 10-én halt meg, halála után fia örökölte a leuveni grófi címet és 1190 szeptemberében a Schwäbisch Hallban tartott birodalmi gyűlés megerősítette Henriket az alsó-lotaringiai hercegi címben is.

## Családja
Első felesége 1158-tól Limburgi Margit (? – 1172), II. Henrik limburgi herceg és arloni gróf, illetve Mathilde von Saffenberg lánya. A házasságból két gyermek született:
- Henrik (1165 – 1235), 1180 és 1222 között IV. Henrik néven Alsó-Lotaringia hercege, 1183 és 1198 között Leuven hercege, 1191-től haláláig I. Henrik néven Brabant hercege.
- Adalbert (1166 – 1192), 1177 és 1183 között a liège-i Szt. Lambert templom főesperese, 1184 és 1189 között a Szt. János és Szt. Péter apátság prépostja, 1191-től liège-i püspök, 1192-től bíboros. Ugyanebben az évben Reimsben meggyilkolták.

Második felesége Imagina de Loon (? – 1214), I. Lajos, Loon grófja és felesége, Agnes von Metz lánya. Férje halála után a münsterbilseni zárda főnökasszonya. A házasságból két gyermek született:
- Vilmos (? – 1224 után), Perwez és Ruysbroek ura
- Gottfried (? – 1225/26), 1196-ban Angliába utazott, 1210 körül Essexben élt.

## Fordítás
- Ez a szócikk részben vagy egészben  a   Godfrey III, Count of Leuven című angol Wikipédia-szócikk fordításán alapul.  Az eredeti cikk szerkesztőit annak laptörténete sorolja fel. Ez a jelzés csupán a megfogalmazás eredetét és a szerzői jogokat jelzi, nem szolgál a cikkben szereplő információk forrásmegjelöléseként.